# Западнотамахакский язык
Западнотамахакский язы́к (также язык тамахак (собственно тамахак), западный тамахак, тахаггарт (в широком смысле); англ. west tamahaq, wider tahaggart, tamahaq proper; самоназвание: tămāhəq) — один из двух языков севернотуарегской группы туарегской ветви берберской семьи. Распространён в Алжире, Нигере и отчасти в Мали. Общее число говорящих оценивается в 51 тыс. человек (2005).

## Классификация
Западнотамахакский язык зачастую рассматривается как одна из двух групп диалектов единого языка тамахак наряду с восточнотамахакской группой. Нередко для наименования западной диалектной группы используют название одного из его наиболее крупных диалектов ахаггар (иначе тахаггарт, хоггар, ахаггарен). Между тем данные лексикостатистики показывают большую глубину расхождения западного и восточного ареалов языка тамахак, что позволяет говорить о двух самостоятельных языках, западнотамахакском и восточнотамахакском.
Как один из двух диалектов языка тамахак западнотамахакский язык показан в справочнике языков мира Ethnologue: западнотамахакскому ареалу соответствует ареал диалекта хоггар (ахаггарен, ажжер, тахаггарт).
В классификации А. Ю. Айхенвальд и А. Ю. Милитарёва западнотамахакские идиомы тайток и ахаггар показаны как диалекты языка тамахак, а идиом ахнет как отдельный язык.
В классификации, опубликованной в работе С. А. Бурлак и С. А. Старостина, западнотамахакский идиом представлен как язык ахаггар.
Также как язык тахаггарт (или ахаггар) западнотамахакский идиом представлен в классификации британского лингвиста Роджера Бленча.

## Лингвогеография

### Ареал и численность
Ареал западнотамахакского языка — южные и юго-восточные районы Алжира (в основном территория вилайета Таманрассет), северо-западные районы Нигера (в основном территория региона Агадес) и восточные районы Мали на границе с Алжиром. Ареалы диалектов ахнет и иссакамарен размещены только в Алжире — ареал ахнет охватывает районы к северо-западу от плато Ахаггар (в горах Адрар Ахнет), ареал иссакамарен — районы к северу от плато Ахаггар. Ареал диалекта тайток расположен в Алжире (к западу от плато Ахаггар, частично охватывая территорию пустыни Танезруфт) и в небольшом районе на востоке Мали, пограничном с Алжиром. Область распространения диалекта ахаггар охватывает территорию плато Ахаггар и прилегающие к ней районы на юго-востоке Алжира и на северо-западе Нигера.
Общее число носителей западнотамахакского языка составляет порядка 51 тыс. человек (2005). Из них в Алжире — 25 тыс., в Нигере — 26 тыс.

### Диалекты
В ареале западнотамахакского языка выделяют диалекты ахнет, тайток, ахаггар и иссакамарен.

## Письменность
Часть туарегов-носителей языка западный тамахак использует письменность, основанную на арабском письме, часть — на берберском алфавите тифинаг (в Нигере известного под названием шифинаг).